# Riccardo Zandonai

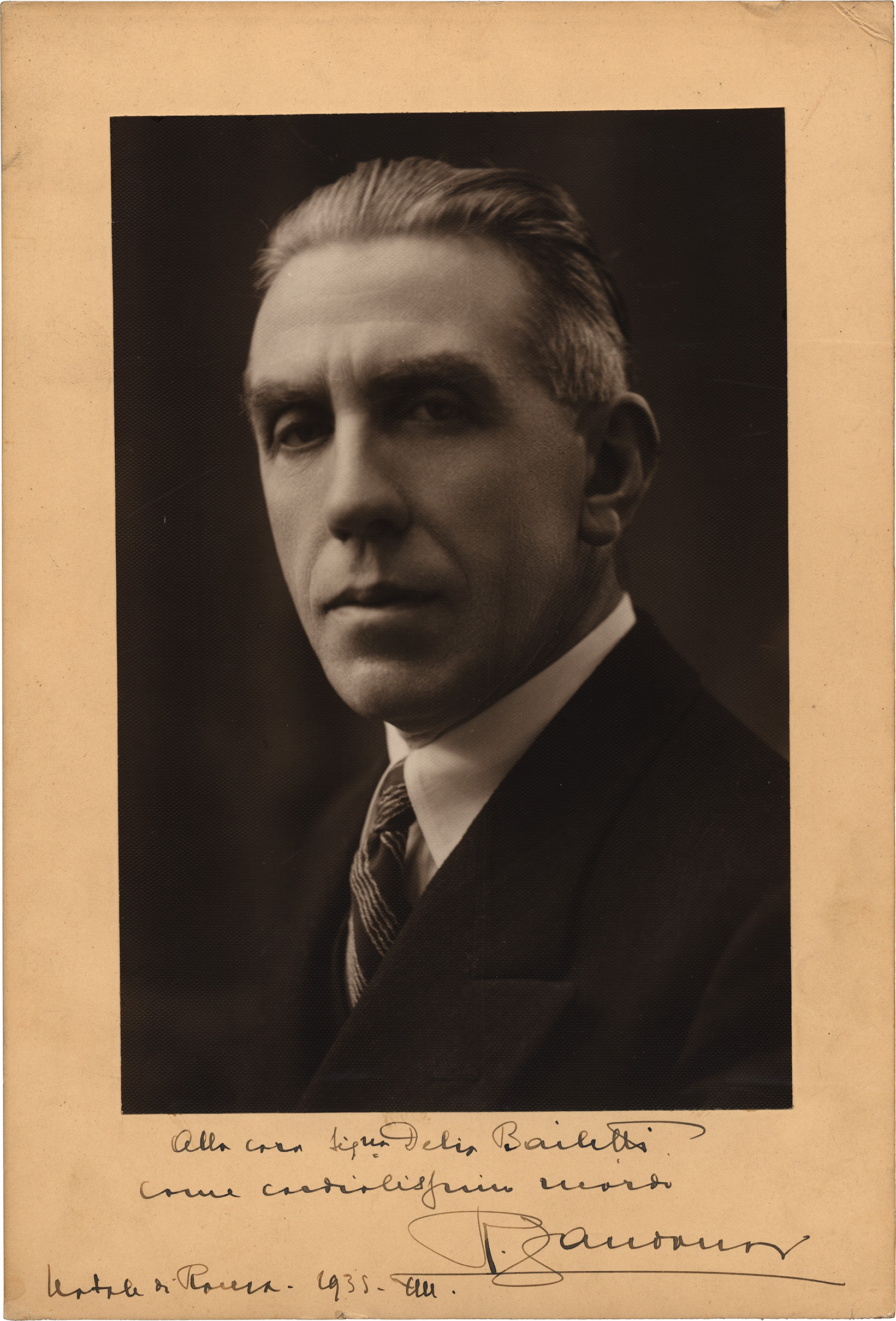
Riccardo Zandonai, 1935

Riccardo Zandonai (* 30. Mai 1883 in Borgo Sacco, Österreich-Ungarn, seit 1920 Fraktion der Gemeinde Rovereto; † 5. Juni 1944 in Pesaro) war ein italienischer Komponist und Dirigent.

## Leben
1899 begann Zandonai sein Studium am Konservatorium in Pesaro. Als Schüler von Pietro Mascagni stand Zandonai dem Verismo nahe, seine Musik enthält aber auch Züge des Impressionismus. Schon 1902 beendete er das für neun Jahre ausgelegte Curriculum und vertonte erste Gedichte von Giovanni Pascoli.
1910 wurde er korrespondierendes Mitglied in der Accademia Roveretana degli Agiati. 1916 heiratete er die Sängerin Tarquinia Tarquini.
1936 wurde er Direktor des Konservatoriums in Pesaro, wo er bis 1941 mehrere Rossini-Opern revidierte. 1944 starb er nach einer Gallensteinoperation.
Zandonai war zu seinen Lebzeiten ein sehr erfolgreicher Komponist, insbesondere von Opern. Er wurde fast auf Augenhöhe mit Puccini eingeordnet, nach seinem Tod gerieten viele seiner Werke aber schnell in Vergessenheit.
Von seinen elf Opern sind Francesca da Rimini nach Gabriele D’Annunzios Tragödie (Uraufführung: Turin, 1914) und Giulietta e Romeo nach einem Libretto von Arturo Rossato (Uraufführung: Rom, 1922) gelegentlich zu hören. Im Mai 2021 brachte die Deutsche Oper Berlin Francesca da Rimini in einer hochgelobten Inszenierung von Christof Loy heraus, die diesem Hauptwerk Zandonais im deutschsprachigen Raum wieder größere Aufmerksamkeit verschaffte. Daneben schuf Zandonai drei sinfonische Dichtungen, Konzerte und ein Requiem.

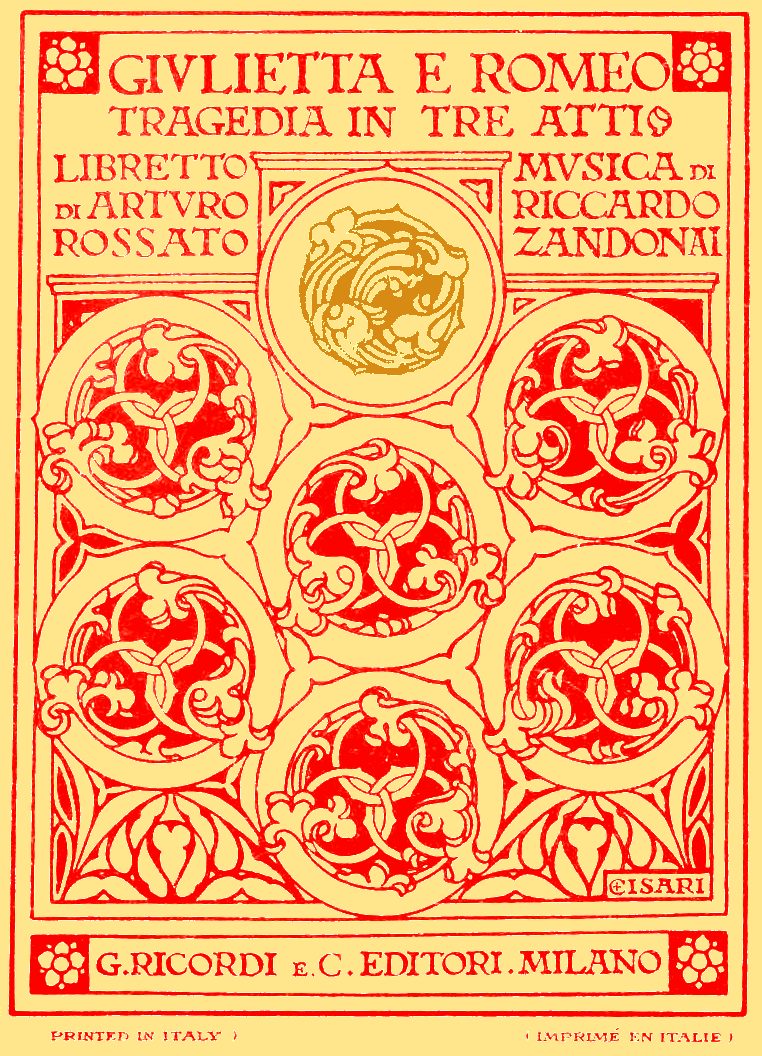
Zandonai, Libretto von Giulietta e Romeo, Mailand 1922

## Werke

### Bühnenwerke
Opern
- La coppa del re (1902/03). Leggenda melodrammatica (Oper) in einem Akt, op. 1. Libretto: Gustavo Chiesa (nach Friedrich Schiller)
- L’uccellino d’oro (1906/07). Fiaba musicale (Oper) in 3 Akten, op. 2. Libretto: Giovanni Chelodi (nach den Brüdern Grimm). UA 1907 Sacco
- Il grillo del focolare (1905–1907). Commedia musicale (Oper) in 3 Akten, op. 3. Libretto: Cesare Hanau (nach Charles Dickens). UA 1908 Turin
- Conchita (1909/10). Oper in 5 Bildern, op. 4. Libretto: Maurice Vaucaire, Carlo Zangarini (nach Pierre Louÿs, La femme et le pantin). UA 14. Oktober 1911 Mailand (Teatro Dal Verme)
- Melenis (1908–1911). Dramma lirico (Oper) in 3 Akten, op. 5. Libretto: Massimo Spiritini, Carlo Zangarini (nach Louis Bouilhet). UA 1912 Mailand
- Francesca da Rimini (1912/13). Tragedia (Oper) in 4 Akten, op. 6. Libretto: Tito Ricordi (nach Gabriele D’Annunzio). UA 19. Februar 1914 Turin (Teatro Regio)
- La via della finestra (1914–1916). Commedia giocosa (Oper) in 3 Akten, op. 7. Libretto: Giuseppe Adami (nach Eugène Scribe). UA 1919 Pesaro. Neufassung (in 2 Akten): UA 1923 Pesaro
- Giulietta e Romeo (1920/21). Tragedia (Oper) in 3 Akten, op. 8. Libretto: Arturo Rossato (unter Mitarbeit von Giuseppe Adami und Nicola d’Atri; nach Luigi Alvise Da Porto u. a.). UA 14. Februar 1922 Rom (Teatro Costanzi)
- I cavalieri di Ekebù (1923/24). Dramma lirico (Oper) in 4 Akten (5 Bildern), op. 9. Libretto: Arturo Rossato (nach Selma Lagerlöf). UA 7. März 1925 Mailand (Scala)
- Giuliano (1926/27). Oper in einem Prolog, 2 Akten und Epilog, op. 10. Libretto: Arturo Rossato (nach Jacobus de Voragine, Legenda aurea). UA 1928 Neapel
- Una partita (1931). Dramma (Oper) in einem Akt, op. 11. Libretto: Arturo Rossato (nach Alexandre Dumas dem Älteren). UA 1933 Mailand
- La farsa amorosa (1932). Scene popolaresche (Oper) in 3 Akten (5 Bildern und 2 Bühnenzwischenspielen), op. 12. Libretto: Arturo Rossato (nach Pedro Antonio de Alarcón). UA 1933 Rom
- Il bacio (1942–1944). Opera lirica in 3 Akten, op. 13. Libretto: Arturo Rossato und Emidio Mucci (nach Gottfried Kellers Eugenia). UA 1954 Mailand

Bühnenmusik
- Ajax bzw. Commenti musicali all’Aiace di Sofocle (1938/39) für Männerchor und Orchester, op. 18 (nach Sophokles’ Ajax). UA 1939 Syrakus

### Instrumentalwerke
Orchesterwerke
- Canzone montanina (1902)
- Serenata medioevale (1909) für Violoncello und kleines Orchester
- Primavera in Val di Sole (1914/15)
- Autunno fra i monti (1917/18)
- Concerto Romantico (1920), für Violine und Orchester
- Quadri di Segantini (1932)
- Il flauto notturno (1932), für Flöte und kleines Orchester
- Piccola sinfonia agreste (1933)
- Concerto andaluso (1934), für Violoncello und kleines Orchester
- Spleen (1934), für Violoncello und Orchester

Kammermusik
- Streichquartett G-Dur (1904)
- Trio-Serenata für Klaviertrio (1943)

Klavierwerke
- Sogno Giovanile (1895)
- Canzone Montanina (1902)
- Berceuse (1902)
- Sera (1904)
- Tempo di Valzer (1914)
- Telefunken (1929)
- Fiori Sotto La Neve (1931)

### Vokalmusik
Chorwerke
- Il Salmo 2 (1903) für Männerchor und Orchester
- Padre nostro che ne' cieli stai (1903) für Männerchor und Orchester. Text von Dante Alighieri
- Ave, o Maria (1908) für Frauenchor und Ensemble
- Messa da Requiem (1916) für gemischten Chor
- Pregiera alla Vergine (1922) für Frauenchor und Orgel/Blaskapelle

Orchesterlieder
- Scena dal V° Canto dell’Inferno (1899) für Tenor und Orchester. Text von Dante Alighieri
- Il conte Ugolino (1900) für Tenor und Orchester. Text von Dante Alighieri
- Il ritorno di Odesseo (1901) für Sopran, Bariton, Männerchor und Orchester. Text von Giovanni Pascoli
- Il sogno di Rosetta (1901) für Sopran, Tenor, Frauenchor und Orchester. Text von Giovanni Pascoli
- Vere novo (1911) für Bariton und Orchester. Text von Gabriele D’Annunzio
- La ballata del Messimerit (1942) für Tenor, Männerchor und Orchester

Klavierlieder
- 6 melodie (1900–1904):
  - Visione invernale
  - Ultima Rosa, Text von Antonio Fogazzaro
  - I due tarli
  - Serenata, Text von Grazia Deledda
  - Lontana, Text von Giovanni Pascoli
  - L’assioulo, Text von Giovanni Pascoli
- 3 liriche francesi (1912):
  - Ariette, Text von Paul Verlaine
  - Coucher de soleil à Kérazur, Text von Louis Tiercelin
  - Soror dolorosa, Text von Catulle Mendès
- 6 melodie (1903–1920):
  - Mistero, Text von Giovanni Pascoli
  - Notte di neve, Text von Giovanni Pascoli
  - Mistica
  - Portami via!
  - Sotto il ciel
  - La serenata
- Dicono i morti (1923) für Tenor, Männerchor und Klavier
- Tre vocalizzi (1929)

### Filmmusik
- 1938: Rivalin der Zarin (La principessa Tarakanova)
- 1940: Caravaggio[4]
- 1939: Der singende Tor
- 1939: La casa lontana (italienische Fassung von Der singende Tor)
- 1940: Traummusik
- 1940: Melodie der Liebe (Amami, Alfredo!)